# The Last of Us (serie de televisión)
The Last of Us es una serie de televisión estadounidense de drama postapocalíptica creado por Craig Mazin y Neil Druckmann para HBO. Basada en el videojuego de 2013 del mismo nombre desarrollado por Naughty Dog, la serie se ambienta veinte años después de una pandemia causada por una infección fúngica masiva, que hace que sus huéspedes se transformen en criaturas similares a zombis y causen el colapso de la sociedad. La primera temporada, basada en The Last of Us de 2013, sigue a Joel (Pedro Pascal), un contrabandista encargado de escoltar a la adolescente Ellie (Bella Ramsey) a través de un Estados Unidos postapocalíptico. La segunda temporada, que se espera que adapte parcialmente The Last of Us Part II de 2020, se ambienta cinco años después y presenta a Abby (Kaitlyn Dever).
La primera temporada comenzó a filmarse en Calgary, Alberta, en julio de 2021 y finalizó en junio de 2022 mientras que la segunda temporada se filmó en Columbia Británica de febrero a agosto de 2024. Una de las series de televisión más caras, es una producción conjunta de Sony Pictures Television, PlayStation Productions, Naughty Dog, The Mighty Mint y Word Games. La primera temporada consta de nueve episodios escritos por Mazin y Druckmann; este último escribió y dirigió el juego junto con Halley Gross, quien coescribió el segundo juego, y Bo Shim para los siete episodios de la segunda temporada. El compositor original del juego Gustavo Santaolalla compuso la partitura junto a David Fleming.
The Last of Us se estrenó el 15 de enero de 2023. Recibió elogios de la crítica, que elogió las actuaciones, el guion, el diseño de producción, la dirección y la banda sonora; varios la calificaron como la mejor adaptación de un videojuego. Ganó varios premios, incluyendo ocho premios Primetime Emmy de 24 nominaciones. En canales lineales y HBO Max, el estreno de la serie fue visto por casi 40 millones de espectadores en dos meses; la serie promedió casi 32 millones de espectadores por episodio en mayo, y se convirtió en la temporada de debut más vista de HBO. La segunda temporada se estrenó el 13 de abril de 2025, y una tercera temporada está en desarrollo.

## Reparto y personajes

### Principal
- Pedro Pascal como Joel Miller, un superviviente endurecido que está atormentado por el trauma de su pasado. Joel tiene la tarea de sacar de contrabando a una niña de una zona de cuarentena y finalmente, a través de los Estados Unidos. Pascal estuvo disponible para una nueva serie después del lanzamiento de la segunda temporada de The Mandalorian; la vacante atrajo varias ofertas de grandes cadenas, de las cuales eligió The Last of Us.[3] Según los informes, Pascal gana $600,000 por episodio, lo que lo convierte en una de las estrellas de televisión estadounidenses mejor pagadas.[4] En los videojuegos, Joel es interpretado por Troy Baker,[5] Baker hace una aparición menor en la serie como la mano derecha de David, líder de los caníbales.
- Bella Ramsey como Ellie, una niña de 14 años que muestra desafío e ira, pero tiene una necesidad privada de parentesco y pertenencia. Ella es inmune a la infección cerebral por Cordyceps y puede ser la clave para crear una vacuna.[6] De acuerdo con los juegos, el personaje es lesbiana.[7] Ramsey recibió noticias de su casting durante la producción de un proyecto diferente. Dijo que el programa se siente "como lo más grande que he hecho".[8] En los videojuegos, Ellie es interpretada por Ashley Johnson,[5] quien hace una aparición breve como la madre de Ellie cuando está dando a luz y es mordida por un infectado.
- Gabriel Luna como Tommy Miller (temporada 2, invitado en temporada 1), el hermano menor de Joel y un ex soldado que mantiene el idealismo en su esperanza de un mundo mejor.[9] Aproximadamente un mes después del casting de Pascal y Ramsey, se le pidió a Luna que enviara una cinta de audición; fue aceptado al día siguiente. Según Luna, los ejecutivos del programa supieron al instante que él era "el indicado". Luna estaba entusiasmado con el papel, ya que vivía en Austin, Texas, la ciudad natal de Joel y Tommy, casi al mismo tiempo que el escenario del juego. Luna recibió una PlayStation 5 durante la producción para jugar los juegos como investigación.[10] En los videojuegos, Jeffrey Pierce interpreta a Tommy.[11]
- Isabela Merced como Dina (temporada 2), el interés romántico de Ellie y ex de Jesse. Ella es un espíritu libre y leal a Ellie, quien se ve desafiada por la brutalidad del mundo.[12]
- Young Mazino como Jesse (temporada 2), un miembro importante de su comunidad cuyo altruismo a veces tiene un costo.[13]

### Invitados
- Rutina Wesley como María,[14] la líder de un asentamiento en Jackson, Wyoming y la esposa embarazada de Tommy.[15]Wesley investigó el juego para "capturar la esencia" de María, pero quería evitar replicarlo; le pareció "aterrador" interpretar a un personaje preestablecido, pero quería agregarle su "energía". En los juegos, María es interpretada por Ashley Scott.

#### Temporada 1
- Nico Parker como Sarah, la hija de Joel.[16] En el primer juego, Sarah es interpretada por Hana Hayes.[17]
- John Hannah como el Dr. Newman, un epidemiólogo que advierte sobre la amenaza de los hongos durante un programa de entrevistas en 1968.[18]
- Merle Dandridge como Marlene, la jefa de las Luciérnagas, un movimiento de resistencia que espera liberarse de los militares. Dandridge repite su papel de los videojuegos.[19]
- Anna Torv como Tess, una superviviente endurecida y socia contrabandista de Joel.[20] En el primer juego, Tess es interpretada por Annie Wersching.[21]
- Murray Bartlett como Frank, un superviviente que vive en un pueblo aislado con Bill.[22] Frank se ve brevemente en el primer juego, pero no tiene diálogo.[23]
- Nick Offerman como Bill, un sobreviviente que vive con Frank. Con O'Neill inicialmente fue elegido para el papel, pero se vio obligado a abandonar debido a conflictos de programación.[24] En el primer juego, Bill es interpretado por W. Earl Brown.[22]
- Lamar Johnson como Henry Burrell, un joven que se esconde de un movimiento revolucionario en Kansas City con su hermano menor Sam. En el primer juego, Henry es interpretado por Brandon Scott, y sus escenas tienen lugar en Pittsburgh.[25]
- Keivonn Montreal Woodard como Sam, un niño sordo y artístico que es perseguido por revolucionarios violentos junto a su hermano Henry. En el primer juego, Nadji Jeter interpreta a Sam.
- Melanie Lynskey como Kathleen Coghlan, la líder de un movimiento revolucionario en Kansas City. Kathleen es un personaje original creado por Mazin como líder de un grupo de cazadores que apareció en el juego.[26]
- Jeffrey Pierce como Perry, un rebelde en una zona de cuarentena. Pierce interpretó previamente a Tommy en los videojuegos.[22] Perry es un personaje original en el programa que, según Pierce, "tiene enormes implicaciones para las cosas que ocurrieron en el juego".[27]
- Storm Reid como Riley Abel, una niña huérfana que crece en el Boston postapocalíptico. Riley apareció originalmente en un paquete de contenido descargable para el primer juego, The Last of Us: Left Behind, en el que Yaani King la interpreta.[28]
- Graham Greene como Marlon, un hombre que vive con su esposa Florence en el desierto de Wyoming. Marlon es un personaje original de la serie de televisión.
- Elaine Miles como Florence, la esposa de Marlon. Es un personaje original.
- Scott Shepherd como David, un predicador que es el líder de un culto caníbal.[29] Druckmann sintió que la serie permitía una mirada más profunda a las complejidades del personaje que el juego; él y Mazin querían humanizar a David en sus interacciones iniciales con Ellie, antes de revelar más de sus verdaderas acciones cuando abofetea a una niña. En el primer juego, David es interpretado por Nolan North.
- Troy Baker como James, un miembro senior de la colonia de David. Baker interpretó previamente a Joel en los videojuegos, mientras que James fue interpretado por Reuben Langdon en el primer juego. Mazin y Druckmann consideraron importante la inclusión de Baker en la serie.[30] Al ser abordado por Mazin y Druckmann, Baker inicialmente no recordaba a James de los juegos; esperaba un papel pequeño, pero se sorprendió por la importancia del personaje al leer el guion. Baker no quería retratar a James como un villano sino como alguien con verdad y empatía, se refleja en su incapacidad para dispararle a Ellie cuando se le solicita.[31]
- Ashley Johnson como Anna, la madre de Ellie; una mujer embarazada solitaria obligada a dar a luz en circunstancias aterradoras.[32] Johnson interpretó previamente a Ellie en los videojuegos. Druckmann no pudo explorar la historia de Anna en los juegos, pero consideró personalmente importante incluirla en la serie; después del lanzamiento del juego, escribió una historia corta sobre Anna, que más tarde estaba destinada a ser adaptada a un cortometraje animado o lanzada como contenido descargable, pero "se vino abajo". Mazin encontró la historia "hermosa" y perturbadora y exigió su inclusión en la serie. Mazin y Druckmann pensaron simultáneamente en elegir a Johnson;[33] consideraron importante su inclusión por su relación con los juegos.[34]

Brad Leland afirmó que había filmado algunas escenas para el programa en octubre de 2021, así como con Clickers, humanos que han sido gravemente infectados por una cepa mutada del hongo Cordyceps.

#### Temporada 2
- Kaitlyn Dever como Abby, una soldado que busca venganza por un ser querido y posteriormente ve cuestionada su visión del mundo.[37]
- Robert John Burke como Seth, quien dirige un bar en Jackson.
- Spencer Lord como Owen, una persona gentil cuya fuerza física lo obliga a luchar contra enemigos que no odia.
- Tati Gabrielle como Nora, una médica militar que tiene dificultades para aceptar su comportamiento pasado.
- Ariela Barer como Mel, una médica comprometida con su papel mientras lucha con las realidades de la guerra.
- Danny Ramírez como Manny, un soldado leal que teme fallarles a sus amigos. Mantiene una actitud jovial a pesar del dolor de su pasado.[38]
- Noah Lamanna como Kat, la ex de Ellie.
- Catherine O'Hara como Gail, la terapeuta de Joel y esposa de Eugene.[39]
- Jeffrey Wright como Isaac Dixon, líder de una milicia que se enfrenta a una guerra continua en su búsqueda de la libertad. Wright retoma su papel del videojuego.[40]
- Joe Pantoliano como Eugene, el marido de Gail. El personaje solo se ve en una fotografía en el juego.[41]
- Alanna Ubach como Hanrahan, un personaje original
- Ben Ahlers como Burton, un personaje original
- Hettienne Park como Elise Park, un personaje original
- Tony Dalton, como el padre de Joel en los años 80.

## Episodios
| Temporada | Temporada | Episodios | Episodios | Emisión original    | Emisión original    |
| Temporada | Temporada | Episodios | Episodios | Primera emisión     | Última emisión      |
| --------- | --------- | --------- | --------- | ------------------- | ------------------- |
|           | 1         | 9         | 9         | 15 de enero de 2023 | 12 de marzo de 2023 |
|           | 2         | 7         | 7         | 13 de abril de 2025 | 25 de mayo de 2025  |

### Temporada 1 (2023)
| N.º en serie | N.º en temp. | Título                             | Dirigido por   | Escrito por                  | Fecha de emisión original | Audiencia (millones) |
| ------------ | ------------ | ---------------------------------- | -------------- | ---------------------------- | ------------------------- | -------------------- |
| 1            | 1            | «When You're Lost in the Darkness» | Craig Mazin    | Craig Mazin & Neil Druckmann | 15 de enero de 2023       | 0,588                |
| 2            | 2            | «Infected»                         | Neil Druckmann | Craig Mazin                  | 22 de enero de 2023       | 0,633                |
| 3            | 3            | «Long, Long Time»                  | Peter Hoar     | Craig Mazin                  | 29 de enero de 2023       | 0,747                |
| 4            | 4            | «Please Hold to My Hand»           | Jeremy Webb    | Craig Mazin                  | 5 de febrero de 2023      | 0,991                |
| 5            | 5            | «Endure and Survive»               | Jeremy Webb    | Craig Mazin                  | 10 de febrero de 2023     | 0,382                |
| 6            | 6            | «Kin»                              | Jasmila Žbanić | Craig Mazin                  | 19 de febrero de 2023     | 0,841                |
| 7            | 7            | «Left Behind»                      | Liza Johnson   | Neil Druckmann               | 26 de febrero de 2023     | 1,083                |
| 8            | 8            | «When We Are in Need»              | Ali Abbasi     | Craig Mazin                  | 5 de marzo de 2023        | 1,039                |
| 9            | 9            | «Look for the Light»               | Ali Abbasi     | Craig Mazin & Neil Druckmann | 12 de marzo de 2023       | 1,040                |

### Temporada 2 (2025)
| N.º en serie | N.º en temp. | Título               | Dirigido por       | Escrito por                                | Fecha de emisión original | Audiencia (millones) |
| ------------ | ------------ | -------------------- | ------------------ | ------------------------------------------ | ------------------------- | -------------------- |
| 10           | 1            | «Future Days»        | Craig Mazin        | Craig Mazin                                | 13 de abril de 2025       | 0,938                |
| 11           | 2            | «Through the Valley» | Mark Mylod         | Craig Mazin                                | 20 de abril de 2025       | 0.643                |
| 12           | 3            | «The Path»           | Peter Hoar         | Craig Mazin                                | 27 de abril de 2025       | 0.768                |
| 13           | 4            | «Day One»            | Kate Herron        | Craig Mazin                                | 4 de mayo de 2025         | 0.774                |
| 14           | 5            | «Feel Her Love»      | Stephen Williams   | Craig Mazin                                | 11 de mayo de 2025        | 0,652                |
| 15           | 6            | «The Price»          | Neil Druckmann     | Neil Druckmann, Hallew Gross & Craig Mazin | 18 de mayo de 2025        | 0,701                |
| 16           | 7            | «Convergence»        | Nina Lopez-Corrado | Neil Druckmann, Hallew Gross & Craig Mazin | 25 de mayo de 2025        | 0,680                |

## Producción

### Desarrollo
Después del lanzamiento del videojuego The Last of Us de Naughty Dog en 2013, se intentaron dos adaptaciones cinematográficas: un largometraje escrito por el escritor y director creativo del juego Neil Druckmann y producido por Sam Raimi entró en el infierno del desarrollo, y una adaptación al cortometraje animado de Oddfellows fue cancelada por Sony. En marzo de 2020, se anunció una adaptación televisiva en las etapas de planificación en HBO, que se espera que cubra los eventos de este juego y posiblemente algunas partes de su secuela, The Last of Us Part II (2020). Junto a Druckmann, Craig Mazin fue nombrado para ayudar a escribir y producir la serie, mientras que la productora de televisión Carolyn Strauss y el presidente de Naughty Dog, Evan Wells, fueron anunciados como productores ejecutivos adicionales, y Gustavo Santaolalla, quien trabajó en los juegos, fue anunciado como el compositor del programa. El programa fue anunciado como una producción conjunta de Sony Pictures Television, PlayStation Productions y Naughty Dog; es el primer programa producido por PlayStation Productions. El programa se produce bajo el nombre de la empresa Bear and Pear Productions.
Johan Renck fue anunciado como productor ejecutivo y director del episodio piloto en junio de 2020; para noviembre de 2020, se había retirado debido a conflictos de programación como resultado de la pandemia de COVID-19. HBO dio luz verde a la serie el 20 de noviembre de 2020. Asad Qizilbash y Carter Swan de PlayStation Productions fueron nombrados productores ejecutivos, y Word Games se agregó como compañía productora. En enero de 2021, The Mighty Mint se unió a la producción y Kantemir Balágov fue anunciado como el director del episodio piloto. Según el socio profesional de Balágov, Alexander Rodnyansky, el director lleva varios años interesado en adaptar el juego. Rodnyansky afirmó que Balágov dirigirá varios episodios del programa. Mazin dijo que Balágov dirigirá "los primeros episodios".
Rose Lam se agregó como productora ejecutiva en febrero de 2021. La preproducción de la serie en Calgary, Alberta, comenzó el 15 de marzo de 2021, según el Sindicato de Directores de Canadá (DGC); Mazin llegó a Calgary en mayo. Ali Abbasi y Jasmila Žbanić fueron anunciados como directores adicionales en abril de 2021. En julio de 2021, Mazin dijo que la primera temporada constará de diez episodios y dijo que aún quedaban por anunciar dos directores más; la DGC reveló más tarde en julio que Peter Hoar fue asignado para dirigir, seguido en agosto por Mazin, en septiembre por Druckmann, y en enero de 2022 por Liza Johnson y Jeremy Webb. En febrero de 2022, Druckmann confirmó que dirigió un episodio y sintió que su experiencia reforzaba y reflejaba su experiencia en la dirección de juegos. Paul Becker está listo para coreografiar la serie, y Barrie Gower actuará como diseñador de prótesis. El estudio de efectos visuales DNEG también está involucrado en la serie.
Se dice que The Last of Us es la producción televisiva más grande en la historia de Canadá, y se espera que genere más de 200 millones de dólares canadienses en ingresos para Alberta. Según Damian Petti, presidente del sindicato de artistas canadienses IATSE 212, el presupuesto del programa supera los 10 millones de dólares canadienses por episodio; Según los informes, a Jason Kenney, el primer ministro de Alberta, se le dijo que el presupuesto podría alcanzar los 200 millones de dólares canadienses por año. El equipo de producción incluye cinco directores de arte y cientos de técnicos. Rodnyansky dijo que el programa durará varias temporadas, mientras que Kenney afirmó que podría durar hasta ocho; Mazin sugirió que es probable que haya una segunda temporada si la primera es bien recibida. Druckmann dijo que la primera temporada cubrirá los eventos del primer juego. Según The Hollywood Reporter y la biografía de Instagram de Balágov, se espera que la primera temporada comience a transmitirse en HBO en 2023. HBO renovó la serie para una tercera temporada el 9 de abril de 2025, antes del estreno de la segunda.

### Casting
Para el Día Internacional de la Mujer el 8 de marzo de 2020, Druckmann confirmó que varios de los personajes de los juegos aparecerían en el programa, incluidos Ellie, Riley, Tess, Marlene y Maria. El 10 de febrero de 2021, Pascal y Ramsey fueron elegidos como Joel y Ellie, respectivamente. Más temprano ese día, se informó que a Mahershala Ali se le ofreció el papel de Joel después de que Matthew McConaughey lo rechazara; The Hollywood Reporter señaló que Ali "sí hizo un círculo en un papel" en el programa, pero nunca se llegó a un acuerdo. Se anunció que Gabriel Luna fue elegido para el papel principal de Tommy el 15 de abril de 2021, y se confirmó que Dandridge repetiría su papel de Marlene de los videojuegos el 27 de mayo. En mayo de 2021, Classic Casting hizo circular una convocatoria de casting para extras de Calgary, Fort Macleod, High River y Lethbridge; Cualquier persona mayor de 18 años podía postularse, y se recomendaron aquellos con vehículos de 1995 a 2003. Se anunció que Parker fue elegida como Sarah el 30 de junio de 2021. La elección de Pierce, Bartlett y O'Neill como Perry, Frank y Bill, respectivamente, se anunció el 15 de julio, seguido por Torv's como Tess el 22 de julio. El 5 de diciembre, Bartlett afirmó que Offerman aparecería en el programa en un papel cercano al suyo; dos días después, se anunció que Offerman interpretaría a Bill, reemplazando a O'Neill, quien se vio obligado a abandonar debido a conflictos de programación. El 9 de diciembre, Žbanić reveló el casting de Greene, Miles y Wesley. El casting de Reid como Riley Abel se anunció el 14 de enero de 2022.
El casting para la segunda temporada se suspendió en mayo de 2023 debido a la huelga del Writers Guild of America; los actores habían estado audicionando con escenas de The Last of Us Part II debido a la ausencia de guiones. El equipo de producción quería comenzar el casting de la segunda temporada con Abby. El casting de Dever, Mazino y Merced se anunció en enero de 2024, seguido por el de O'Hara en febrero, el de Ramirez, Barer, Gabrielle y Lord en marzo, y el de Wright en mayo. Los castings de Ahlers, Burke, Lamanna, Pantoliano, Park y Ubach se anunciaron en marzo de 2025.

### Guion
Mazin y Druckmann están escribiendo la serie. Mazin, un fanático del videojuego, conoció a Druckmann a través de Shannon Woodward, una amiga en común que interpretó a Dina en la Parte II, fanático de la serie Chernóbil de Mazin, estaba trabajando originalmente en una adaptación cinematográfica del juego; Mazin sintió que requería la duración y el ritmo de una serie de televisión, y Druckmann estuvo de acuerdo. Mazin dijo que la serie puede representar un cambio de paradigma para las adaptaciones cinematográficas y televisivas de los videojuegos debido a la fuerza de la narrativa, y señaló que "solo les tomaría [a los ejecutivos de HBO] 20 minutos en Google darse cuenta de que The Last of Us es el Lawrence de Arabia de las narrativas de videojuegos". Mazin dijo que los cambios que se están realizando para la adaptación "están diseñados para completar y expandir las cosas, no para deshacer, sino para mejorar". Señaló que la serie estaba evitando historias episódicas, como encuentros aleatorios que no están presentes en la historia original. Agregó que el contenido que se eliminó del juego se agregará al programa, incluido un momento "boquiabierto" que Druckmann le describió. Druckmann señaló que algunos de los guiones del programa toman prestados diálogos directamente del juego, mientras que otros se desvían más significativamente; algunas de las secuencias de tutoriales con mucha acción del juego se cambiarán para centrarse más en el drama de los personajes del programa, a pedido de HBO. Druckmann señaló que la serie estaba adoptando el enfoque de adaptación opuesto al de la película Uncharted (2022), basada en la serie de videojuegos de Naughty Dog; mientras que Uncharted cuenta una nueva historia con momentos de los juegos para darle "un sabor a Uncharted", The Last of Us es una adaptación directa con desviaciones menores, que permite alteraciones como cambiar las perspectivas de los personajes de una manera inalcanzable en un juego inmersivo.
Según Luna, el estallido del programa tiene lugar en 2003; en el juego, ocurre en 2013.

### Rodaje
El rodaje de la serie comenzó en Calgary, Alberta, el 12 de julio de 2021 y está previsto que finalice el 8 de junio de 2022; originalmente estaba programado para comenzar el 5 de julio de 2021. Debido a la pandemia de COVID-19, el elenco y el equipo tuvieron que ponerse en cuarentena durante dos semanas después de ingresar a Canadá. Mazin señaló que la directora de fotografía Ksenia Sereda, colaboradora frecuente de Balágov, probablemente trabajaría en la serie con Balágov, quien confirmó su participación en agosto de 2021; también trabajó bajo la dirección de Druckmann. En junio, Eben Bolter reveló que actuaría como director de fotografía en el programa, trabajando junto a Hoar. Balágov publicó una imagen de él y Pascal en Calgary el 29 de junio; Luna publicó una foto de sí mismo junto a Balágov, Pascal, Parker y Sereda el 2 de julio.
Los ensayos técnicos en la ciudad de Fort Macleod se llevaron a cabo en las noches del 20 de mayo y el 18 de junio de 2021 y requirieron el cierre de Main Street. Los preparativos en la ciudad se llevaron a cabo del 5 al 12 de julio. El 12 de julio, el consejo de High River aprobó la solicitud del equipo de producción para filmar en la antigua área de Beachwood entre el 12 de julio y el 31 de octubre; a cambio, la producción pagó CA$ 100.000 a la ciudad de High River para la financiación comunitaria, que finalmente se dividió entre High River Bike Park Society (80%) y Spitzee School (20%). El equipo de producción eliminó tres árboles en el área, por lo que reembolsó a la ciudad 15 000 dólares canadienses adicionales por su presupuesto para árboles. El rodaje en High River tuvo lugar en las noches del 13 al 19 de julio, incluidas algunas escenas de conducción que requerían desvíos de tráfico. La filmación posterior tuvo lugar en Fort Macleod del 19 al 24 de julio. Se cambiaron varios escaparates para adaptarse al espectáculo; el equipo de producción encuestó a empresas y residentes en preparación para la filmación. Los espectadores en el set identificaron autos de policía de Austin, Texas, lo que los llevó a creer que las escenas recreaban el prólogo del juego.
La producción regresó a High River en la noche del 29 de julio a la mañana siguiente, con la filmación de un embotellamiento que requería el cierre de un cruce de carreteras y el desvío del tráfico. El rodaje se trasladó a Calgary en agosto. Se construyó una pequeña calle de edificios de ladrillo cerca de Stampede Park para su uso en la producción; Se creía que las imágenes del set compartidas en línea en agosto y septiembre recreaban una zona de cuarentena en Boston, como se muestra en el acto de apertura del juego. Los episodios de Balágov habían completado la producción el 30 de agosto de 2021. En septiembre, Torv confirmó que estaba en Canadá filmando sus escenas. Para The Last of Us Day el 26 de septiembre, HBO compartió la primera imagen de Pascal y Ramsey disfrazados. Los episodios de Hoar completaron la producción el 5 de octubre de 2021.
La filmación tuvo lugar en Rice Howard Way y sus alrededores en el centro de Edmonton del 2 al 18 de octubre de 2021, lo que requirió el cierre de las aceras entre el 12 y el 14 de octubre; Según los informes, Pascal filmó planos de establecimiento en el área a principios de octubre, y regresó para la producción completa más adelante en el mes junto con Ramsey y Torv. Se espera que la ubicación reproduzca un Boston posapocalíptico, y se instaló con un gran cráter frente a un restaurante italiano y una pantalla verde para el horizonte. El equipo de producción se acercó a varios negocios locales, convirtió uno en un salón en ruinas y le preguntó a otro si permitirían que un actor de acrobacias volara por la ventana delantera. El equipo cerró la ubicación y compensó a las empresas participantes. La producción también se llevó a cabo en el Edificio de la Legislatura de Alberta, que se vistió con enredaderas y vegetación. La recreación del programa del hongo Cordyceps fue visto durante la producción a finales de octubre. Según los informes, la producción gastó alrededor de CA$372,000 para un rodaje de cuatro días en Edmonton.
Los episodios de Druckmann completaron la producción el 7 de noviembre de 2021. La ciudad de Canmore, Alberta, se utilizó para replicar Jackson, Wyoming, la ubicación de la comunidad de Tommy en el juego. La producción ocurrió en la ciudad a lo largo de noviembre, con preparativos del 1 al 16 de noviembre y calles cerradas del 15 al 20 de noviembre; se utilizaron aproximadamente 300 extras. Según los informes, la ubicación se utilizará en el séptimo episodio del programa. La mayoría de las empresas de la ciudad firmaron acuerdos sobre el impacto del espectáculo, con la producción pagando entre CA$ 1.000 y CA$ 1.500 por día. Pascal, Ramsey y Luna estuvieron presentes en la ciudad, y se trajeron caballos al set para usarlos en el espectáculo. La filmación tuvo lugar en la Universidad Mount Royal y el Instituto de Tecnología del Sur de Alberta (SAIT), ambos ubicados en Calgary, a fines de noviembre, se esperaba recrear la ficticia Universidad del Este de Colorado del juego. Se quitó la nieve en SAIT y se agregó follaje a ambos lugares para producir un ambiente otoñal. Los episodios de Žbanić completaron la producción el 9 de diciembre de 2021. La colaboradora frecuente Christine A. Maier trabajó como directora de fotografía de los episodios de Žbanić.
La producción se reanudó en Okotoks en enero de 2022, con trabajo preparatorio del 31 de enero al 6 de febrero, incluida la adición de árboles, pasto y nieve; el área estuvo cerrada al público desde el 4 de febrero. La filmación se llevará a cabo del 7 al 12 de febrero, y se esperan algunas perturbaciones del tráfico; la limpieza se llevará a cabo del 13 al 15 de febrero.

### Música
Santaolalla compondrá la partitura de la serie de televisión junto a David Fleming. Santaolalla dijo que los espectadores latinos "reconocerán toques" de su música. Se basó en sus experiencias en el cine y la televisión, habiendo compuesto los temas y algunas pistas para Jane the Virgin (2014-2019) y Making a Murderer (2015-2018). Además, la banda sonora de la serie también se podrán escuchar canciones de grupos internacionales como Depeche Mode, que en este caso cierra los créditos del primer episodio con la canción Never Let Me Down Again (Music For The Masses, 1987).

## Tráiler
El 26 de septiembre de 2022, HBO lanzó el primer teaser oficial de la serie.